# La Nueva

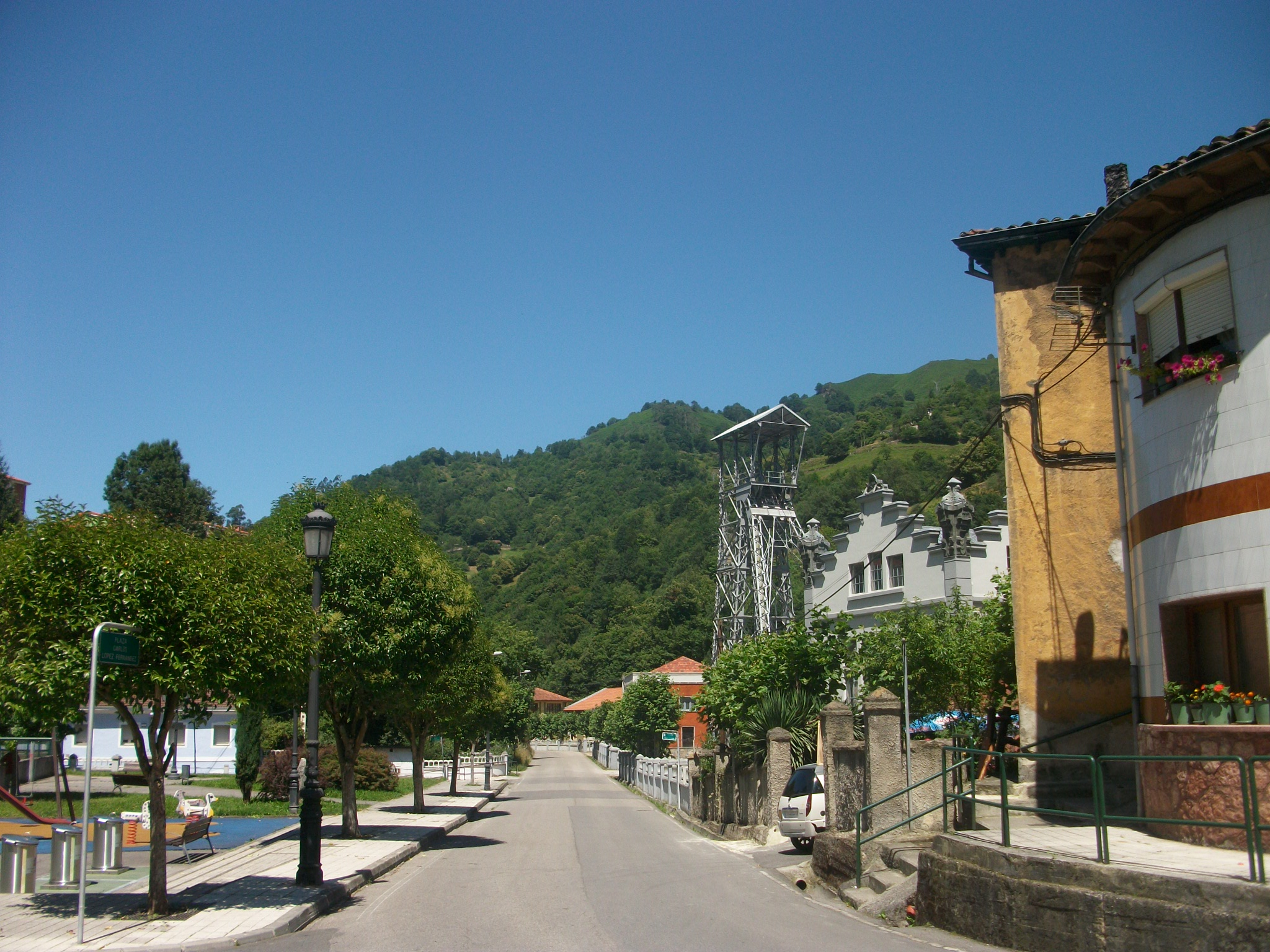
Calle principal de La Nueva y pozo San Luis

La Nueva es un lugar de la parroquia de Ciaño, en el concejo asturiano de Langreo, España. Se sitúa en el valle del río Samuño, afluente del Nalón.

## Descripción

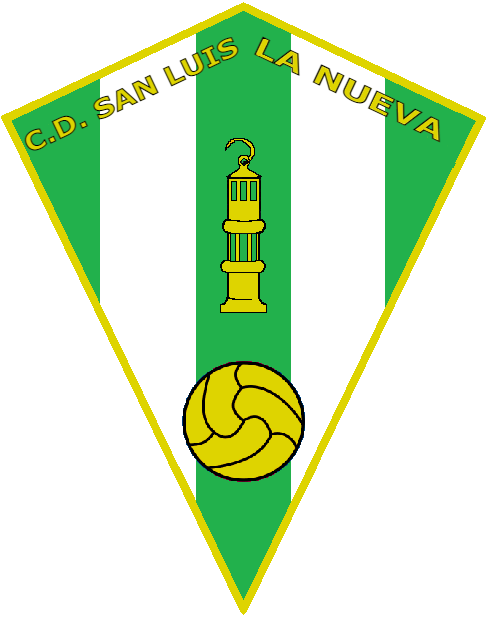
Escudo del CD San Luis

En el año 2010 tenía una población empadronada de 279 habitantes, cifra muy inferior a la de hace algunos años, ya que La Nueva debió su crecimiento a la minería del carbón. El área colindante con La Nueva llegó a albergar 4.000 vecinos. Realiza anualmente un "mercado tradicional", un importante certamen de tonada asturiana y jornadas gastronómicas del menú minero, coincidiendo con la festividad de santa Bárbara. La Nueva cuenta además con centro de salud, campo de futbol, centro cultural, pista de deporte, parque e iglesia. En el pasado contó con la primera piscina pública de Langreo (1955), cine, escuelas (aún en pie) y numerosos bares.
Contó con varios equipos de futbol como La Estrella o el C.D. San Luis

### Ecomuseo
En el centro del pueblo se encuentra el pozo San Luis, que fue abierto en 2013 como sede principal del Ecomuseo minero del Valle de Samuño, y punto final del recorrido del ferrocarril turístico-minero que parte de la estación de El Cadavíu siguiendo el trazado del antiguo ferrocarril minero de Samuño.